# Andy Gill
Andy Gill (Mánchester, Lancashire, 1 de enero de 1956-Ib., 1 de febrero de 2020) fue un guitarrista británico. Miembro fundador y guitarrista del grupo de rock inglés Gang of Four siendo cofundador en 1976. Gill fue conocido por su estilo dentado en la guitarra en álbumes como Entertainment! (1979) y Solid Gold (1981) y sus sencillos exitosos como "At Home He's a Tourist", "Damaged Goods", "Anthrax", "What We All Want" and "I Love a Man in a Uniform".

## Carrera musical
En resumen a su trabajo con Gang of Four, Gill fue también productor de grabación, productor y coproductor de todos los álbumes de la banda incluyendo el último álbum de 2005. También fue productor de álbumes para artistas como Red Hot Chili Peppers, the Jesus Lizard, the Stranglers, the Futureheads, Michael Hutchence, Killing Joke, Polysics, Fight Like Apes, Therapy y the Young Knives.

## Vida personal
Gill estaba casado con Catherine Mayer, una periodista y la cofundadora de Women's Equality Party. (Partido igualitario de mujeres). Gill era frecuentemente confundido con el crítico independiente de música, llamado también Andy Gill.

## Muerte
La muerte de Gill fue anunciada por Gang of Four el 1° de febrero de 2020. Tenía 64 años. Un vocero de la banda le informó al New York Times que la causa de su muerte fue por neumonía.